# Stjepan VI.
Stjepan VI., papa od 22. svibnja 896. do kolovoz 897. godine.